# Teucrium mideltense
Espèce
Teucrium mideltense est une espèce de plantes à fleurs de la famille des Lamiaceae. Elle est endémique du Maroc.